# Неферкаура
Неферкаура — фараон Древнего Египта из VIII династии, правивший в XXII веке до н. э.
Этот фараон известен только из Абидосского списка. Ни его гробница, ни сохранившиеся от его правления памятники не известны. Если фараон, следующий в Туринском папирусе за Иби под № IV/12, имя которого, не сохранилось, соответствует Неферкауре, то его правление продолжалось 2 года, 1 месяц и 1 день.

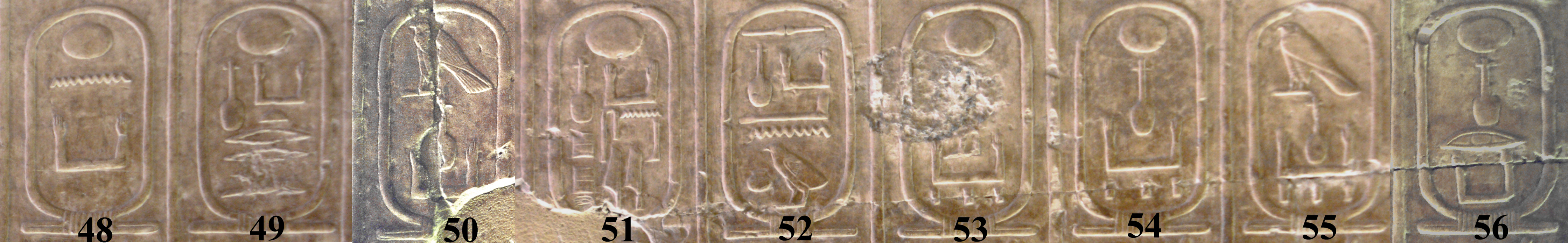
Абидосский список (фрагмент). Неферкаура записан под № 54